# Aanslagen in Teheran op 7 juni 2017
De aanslagen in Teheran waren twee aanslagen die op 7 juni 2017 plaatsvonden in Teheran, de hoofdstad van Iran.
Rond 10:40 plaatselijke tijd vielen vier aanslagplegers het parlement aan, waarbij meerdere doden en gewonden vielen. Later werd ook het mausoleum van Ayatollah Khomeini aangevallen. In totaal vielen er zeventien doden en 52 gewonden. Naast de dodelijke slachtoffers werden ook zes aanslagplegers gedood. Twee van hen hadden zich opgeblazen. Terreurbeweging Islamitische Staat heeft de aanslag opgeëist via een persbericht van hun persbureau Amaq.
De Iraanse regering heeft ook Saudi Arabië beschuldigd van betrokkenheid bij de aanslagen. Die ontkent enige rol te hebben gespeeld.

## Verloop
Rond 10.40 plaatselijke tijd werden schoten bij het parlement gemeld. Een bewaker werd gedood toen vier aanslagplegers het parlement aanvielen. De daders waren verkleed als vrouwen om gemakkelijker het parlement binnen te treden. Eén van de daders blies zich bij de ingang op. Niet veel later werd er ook geschoten bij het mausoleum van Ayatollah Khomeini. Er vielen meerdere doden en gewonden en er was tevens sprake van een gijzeling. Uiteindelijk werden zeven aanvallers gedood door de veiligheidstroepen, één aanvaller werd gearresteerd.